# Ordre de succession au trône britannique
Pour les articles homonymes, voir Trône (homonymie).
L'ordre de succession au trône britannique est l'ordre dans lequel sont appelées au trône du Royaume-Uni et des quatorze autres royaumes du Commonwealth les personnes éligibles.
Cet ordre de succession, d’abord fixé par l'Acte d'Établissement de 1701 à partir de la descendance de la princesse-électrice Sophie de Hanovre (à l'exclusion des catholiques), a été modifié par l'Acte de succession à la Couronne de 2013.
En septembre 2022, après la mort d'Élisabeth II à qui succède son fils Charles III, le premier dans l'ordre de succession et l'héritier du trône est William, prince de Galles, suivi par son fils aîné, le prince George de Galles, puis par sa sœur cadette, la princesse Charlotte de Galles, et par leur frère, le prince Louis de Galles.
En 2011, on recensait 5 753 descendants de Sophie de Hanovre. Cependant, ce chiffre comprend aussi des catholiques.

## Histoire

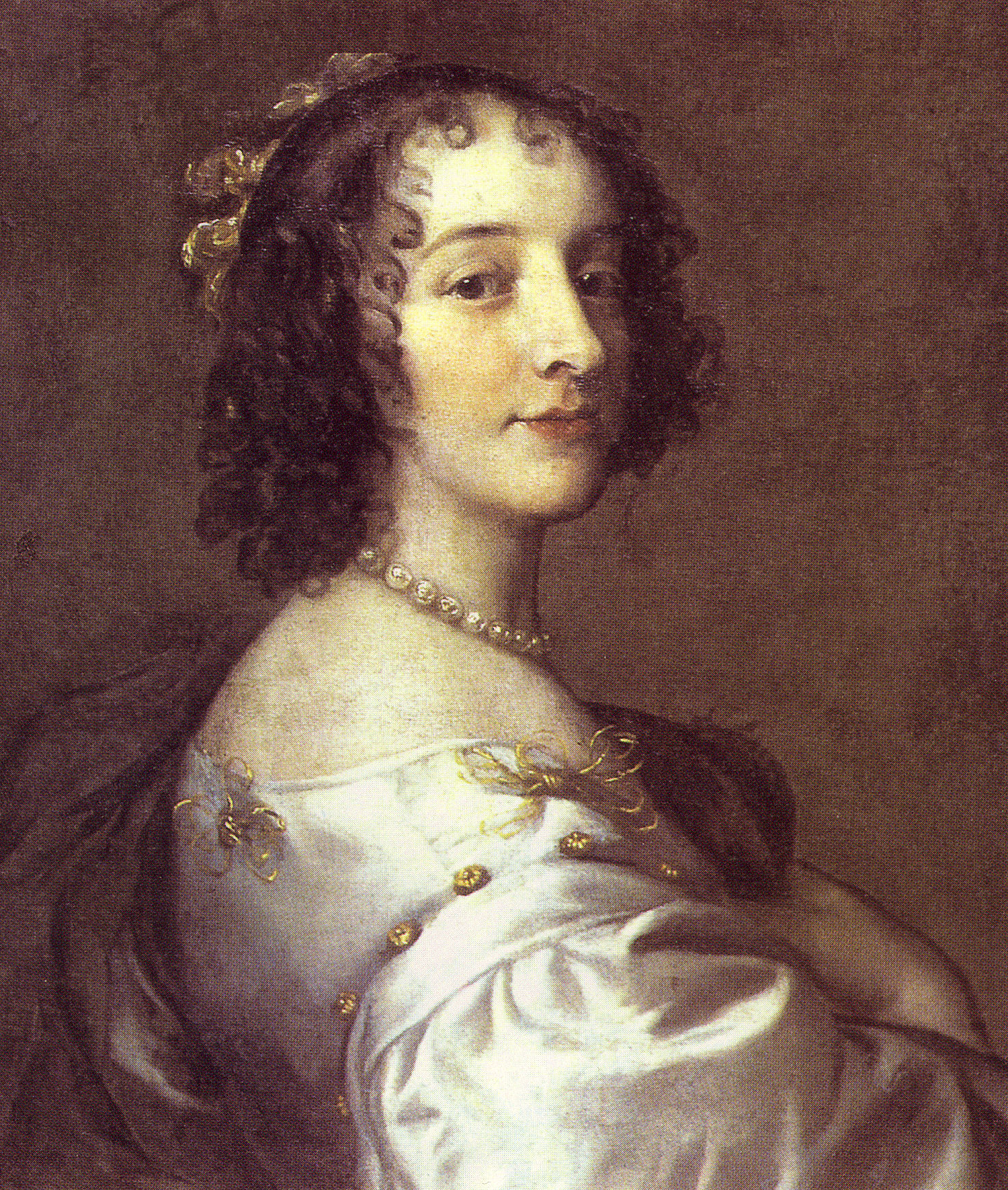
Selon l'Acte d'Établissement de 1701, l'ensemble des personnes présentes dans cet ordre de succession le sont en leur qualité de descendant protestant de Sophie de Palatinat, Électrice de Hanovre et petite-fille de Jacques Ier d'Angleterre.

Après la Glorieuse Révolution, en 1701, la loi de succession au trône britannique est modifiée par l'Acte d'Établissement au profit des seuls descendants protestants des rois d'Angleterre et d'Écosse excluant 57 successeurs catholiques potentiels. Sophie de Palatinat, veuve de l'Electeur de Hanovre (1630–1714), alors déjà âgée de 71 ans, petite-fille de Jacques Ier d'Angleterre, devient ainsi en 1702 l'unique héritière du trône des Stuarts, en tant que plus proche parente de confession protestante de la reine Anne.
Cependant, la princesse-électrice Sophie de Hanovre n'accède pas au trône, car elle meurt en 1714, âgée de 83 ans, deux mois seulement avant la reine Anne, qui n'avait que 49 ans. C'est donc son fils aîné, Georges Ier, Électeur de Hanovre, qui monte sur le trône britannique et devient George Ier de Grande-Bretagne.

## Règles de succession

### Avant 2011
La succession au trône britannique est réglée par l'Acte d'union de 1800, lequel renforce les règles inscrites par l'Acte d'Établissement de 1701 et le Bill of Rights de 1689. La règle est alors celle de la primogéniture avec préférence mâle, dans la descendance protestante de Sophie de Hanovre, petite-fille de Jacques Ier d'Angleterre.
Selon ces règles, l'ordre de succession est déterminé par la primogéniture masculine et la religion. La non-appartenance à la religion catholique est une condition nécessaire pour être inscrit dans l'ordre de succession au trône britannique. Toute personne présente sur l'ordre de succession qui épouse une personne de confession catholique perd ses droits de succession, mais ses descendants les conservent sauf s'ils professent la religion catholique.
La succession est fixée par les critères suivants :
- le fils légitime le plus âgé du souverain sortant hérite du trône ;
- l'ordre de la succession suit ensuite les descendants de l'intéressé jusqu'à l'épuisement de sa lignée, avant de passer, toujours selon la même règle, à ses frères puis à ses sœurs, ainsi qu'à leurs descendants, en tenant compte de l'ordre des naissances ;
- dans une même fratrie, les hommes sont prioritaires sur leurs sœurs.

### Depuis 2011

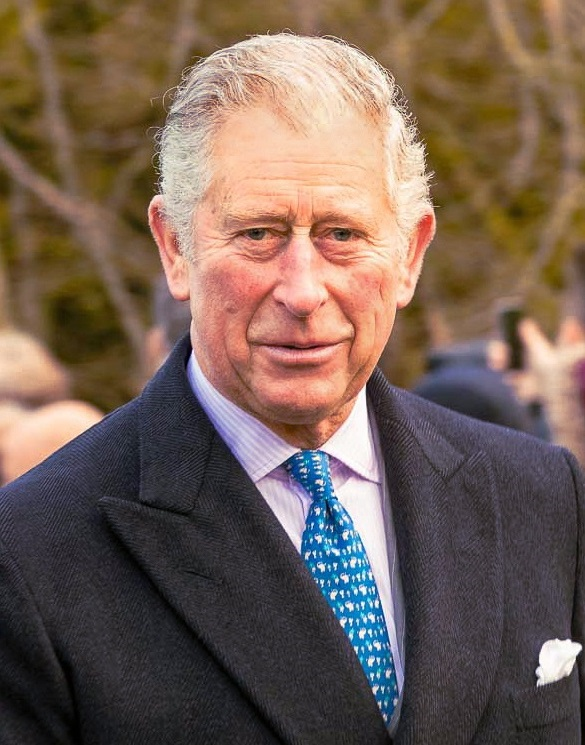
Charles III (1948), roi du Royaume-Uni depuis 2022.

Le 28 octobre 2011, dans le cadre de la réunion des chefs de gouvernement du Commonwealth à Perth (Australie), les seize pays membres partageant la souveraine pour chef d'État ont entériné le principe d'une réforme des règles de succession :
- l'ordre de succession est fixé par stricte primogéniture, sans préférence masculine. Ainsi l'enfant le plus âgé du souverain hérite du trône ;
- une personne mariée à une personne de confession catholique n'est plus exclue de l'ordre de succession, ni ses descendants (si ceux-ci ne sont pas catholiques) ;
- le consentement du souverain à un mariage n'est requis que pour les six premières personnes suivant l'ordre de succession.

En pratique, ces règles s’appliquent aux personnes nées après le 28 octobre 2011 : ainsi la princesse Charlotte de Galles devance son frère cadet Louis dans l’ordre de succession, alors que la princesse Anne, bien que née avant ses frères Andrew et Edward, est toujours située après eux.
La réforme a été validée par les parlements de l'ensemble des pays dont le souverain britannique est chef d'État. L'Acte de succession à la Couronne est sanctionné par la reine Élisabeth II le 25 avril 2013 et entre en vigueur le 26 mars 2015.
En 2015, la dernière personne susceptible d'accéder au trône se nommerait Karine Vogel et avait attiré l'intérêt des médias lors du mariage de Kate et William en raison de sa 4 972e place dans l'ordre de succession au trône britannique,.

### Régence et conseillers d'État
Indépendamment de l'identification du prochain monarque, l'ordre de succession est employé pour déterminer les conseillers d'État ainsi que le régent si le besoin se fait sentir,. 
Selon le Regency Act 1937 (section 3), si un régent devient nécessaire – c'est-à-dire, par exemple, si le souverain a moins de 18 ans –, on choisira le premier suivant dans l'ordre de succession. Quelques précisions sont cependant données, notamment : le régent doit être un sujet britannique, majeur et domicilié en Grande-Bretagne.

## Ordre de succession actuel
1. William, prince de Galles (1982), fils du roi Charles III.
2. George de Galles (2013), fils du prince de Galles.
3. Charlotte de Galles (2015), fille du prince de Galles.
4. Louis de Galles (2018), fils du prince de Galles.
5. Henry, duc de Sussex (dit Harry) (1984), fils du roi Charles III.
6. Archie de Sussex (2019), fils du duc de Sussex.
7. Lilibet de Sussex (2021), fille du duc de Sussex.

| Tous ceux qui précèdent sont des descendants du roi Charles III |
| --------------------------------------------------------------- |

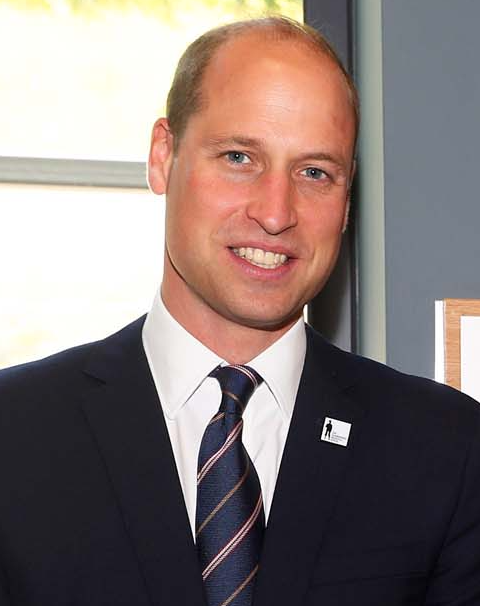
(1) William, prince de Galles (1982).

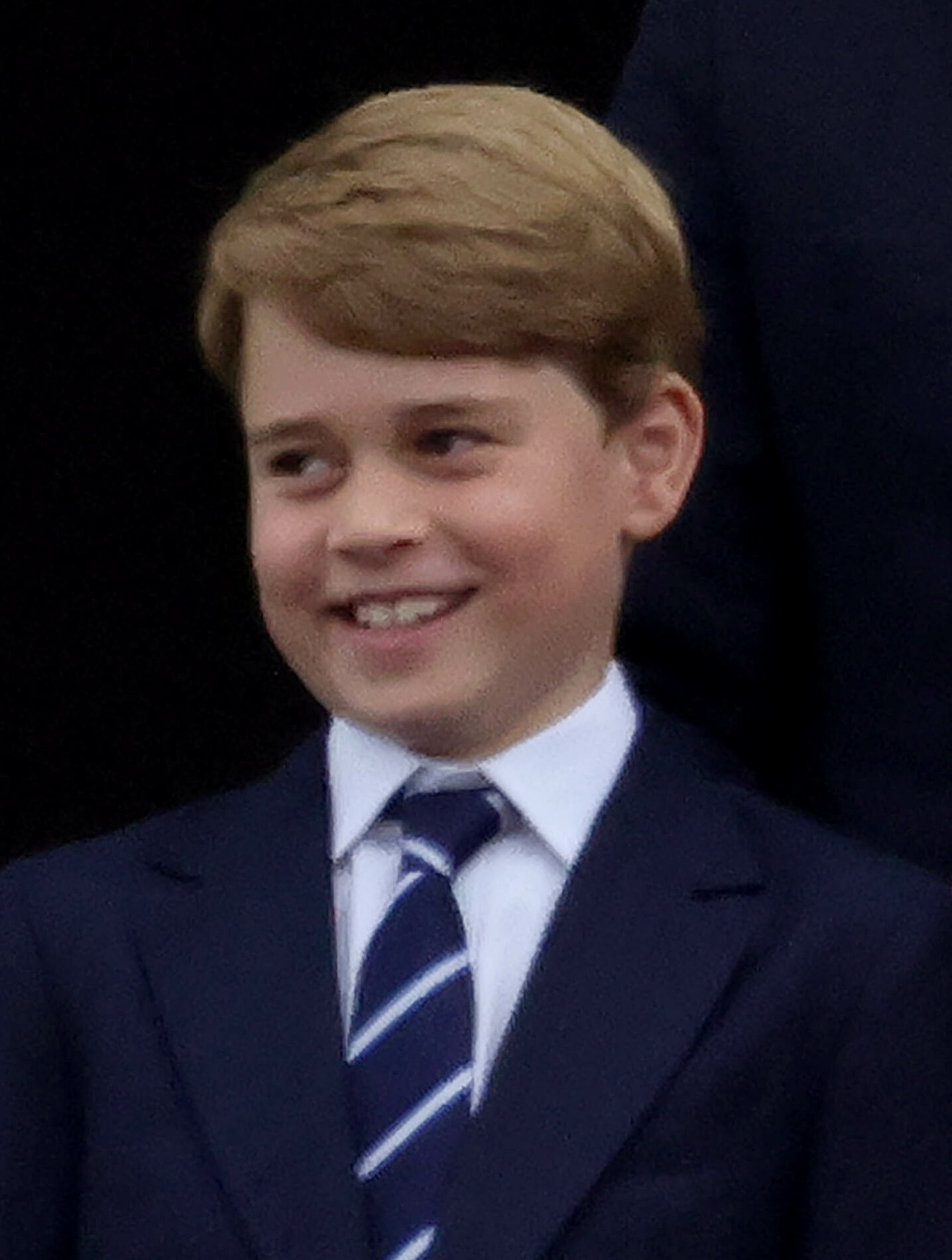
(2) George de Galles en 2022 (2013).

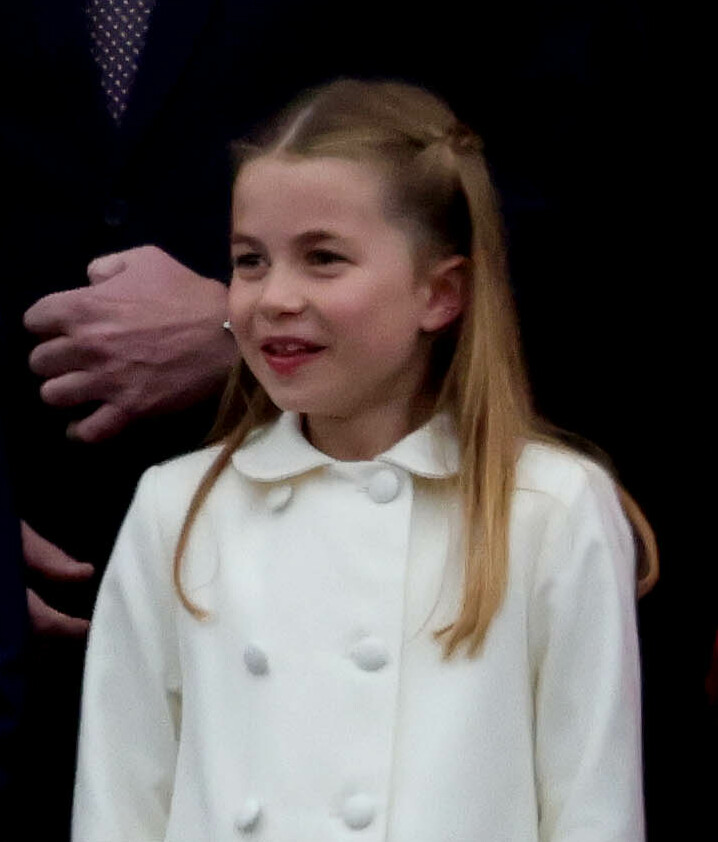
(3) Charlotte de Galles en 2022 (2015).

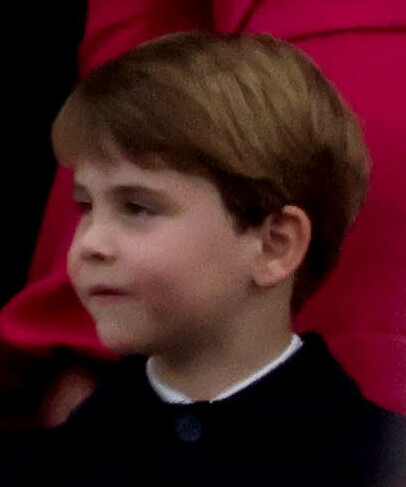
(4) Louis de Galles en 2022 (2018).

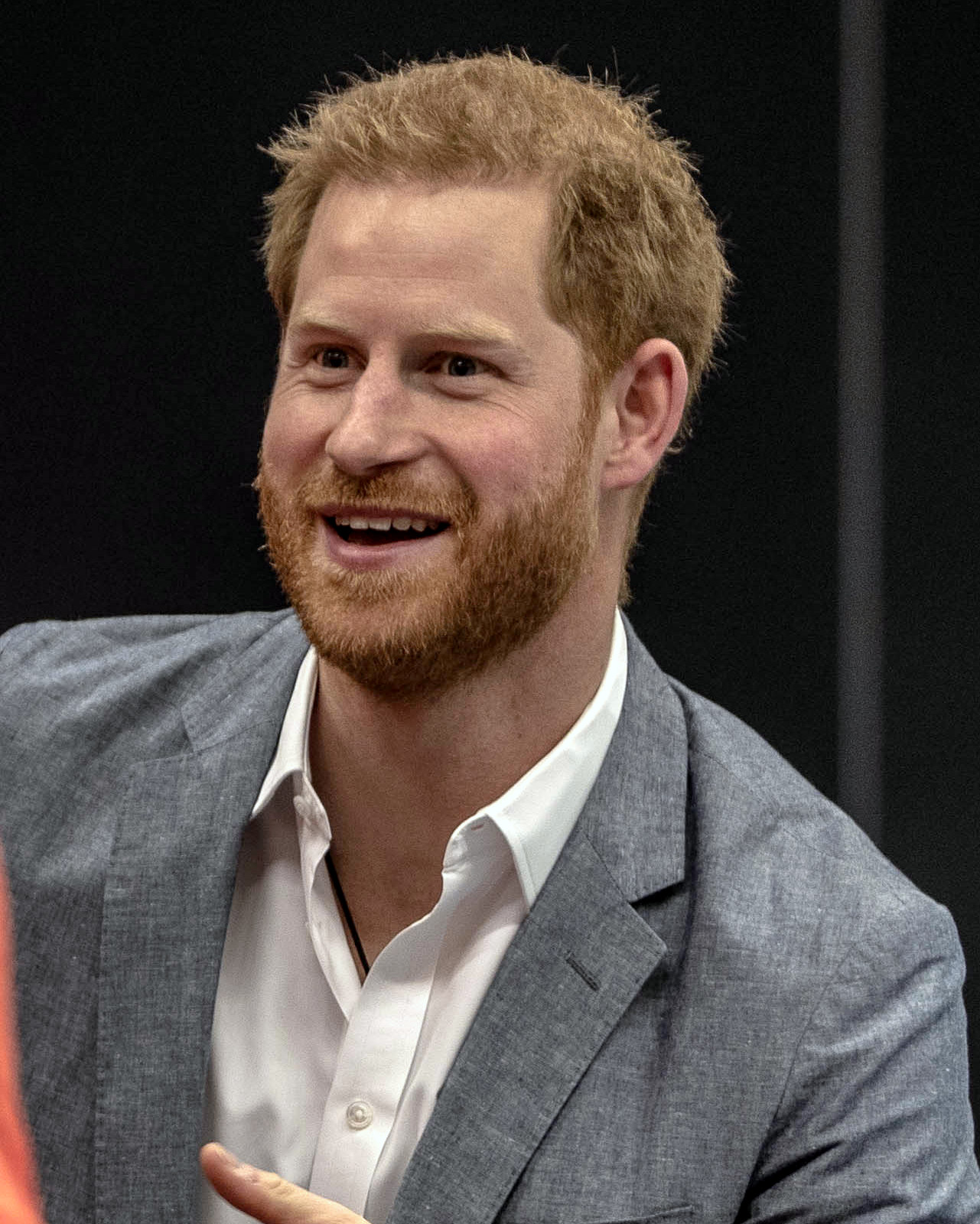
(5) Henry, duc de Sussex (dit Harry) en 2019 (1984).

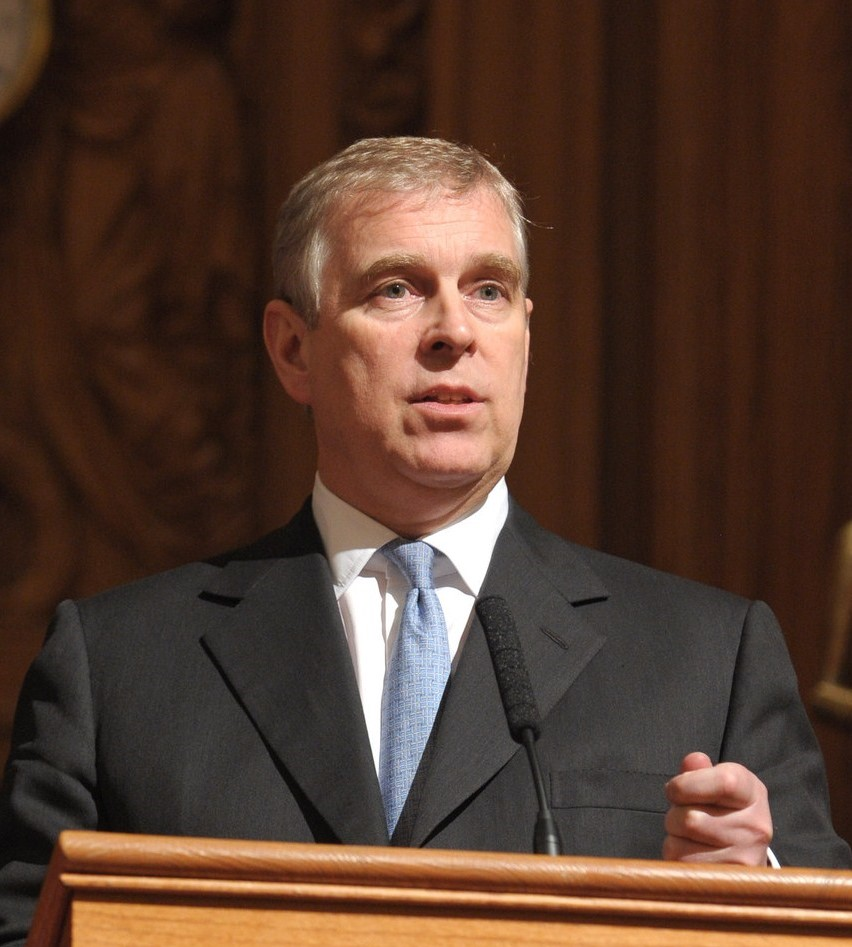
(8) Andrew, duc d'York (1960).

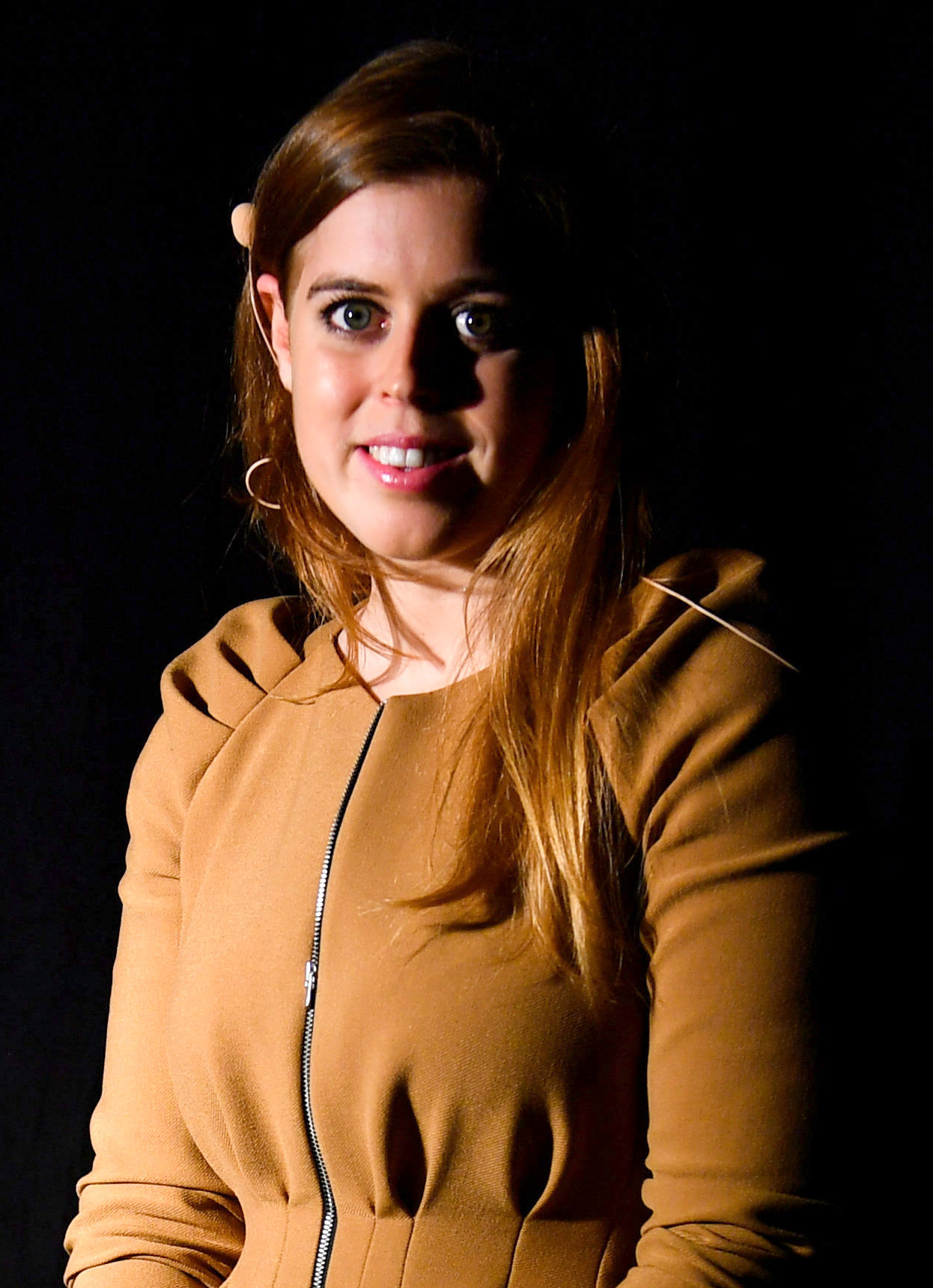
(9) Beatrice d'York en 2018 (1988).

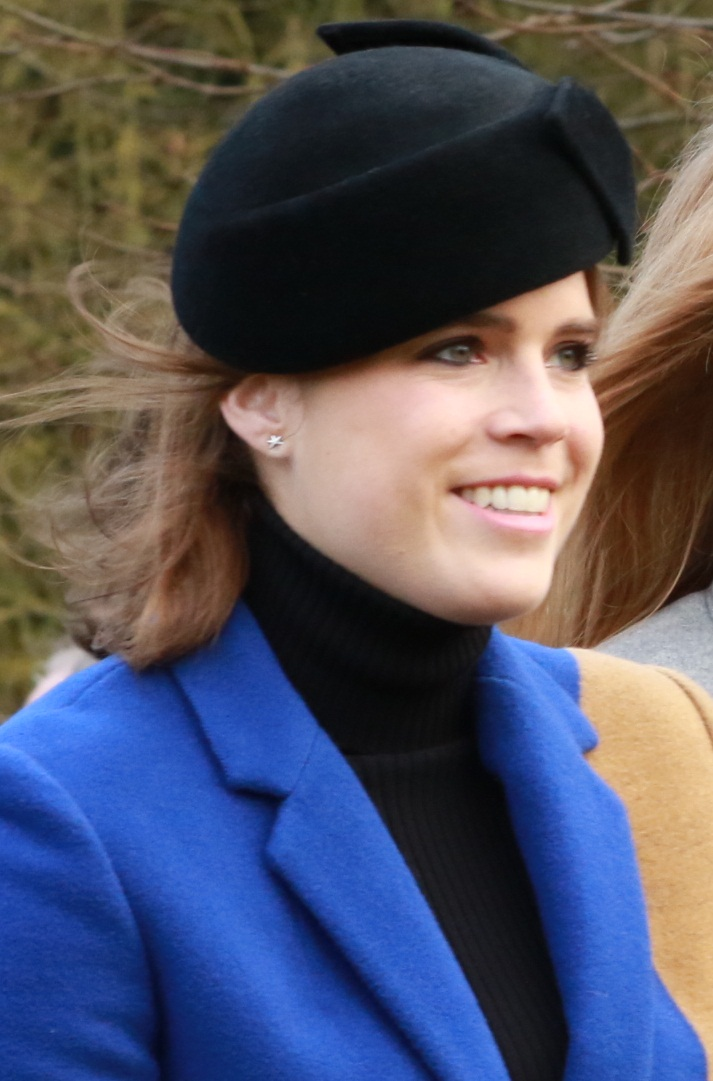
(12) Eugenie d'York en 2017 (1990).

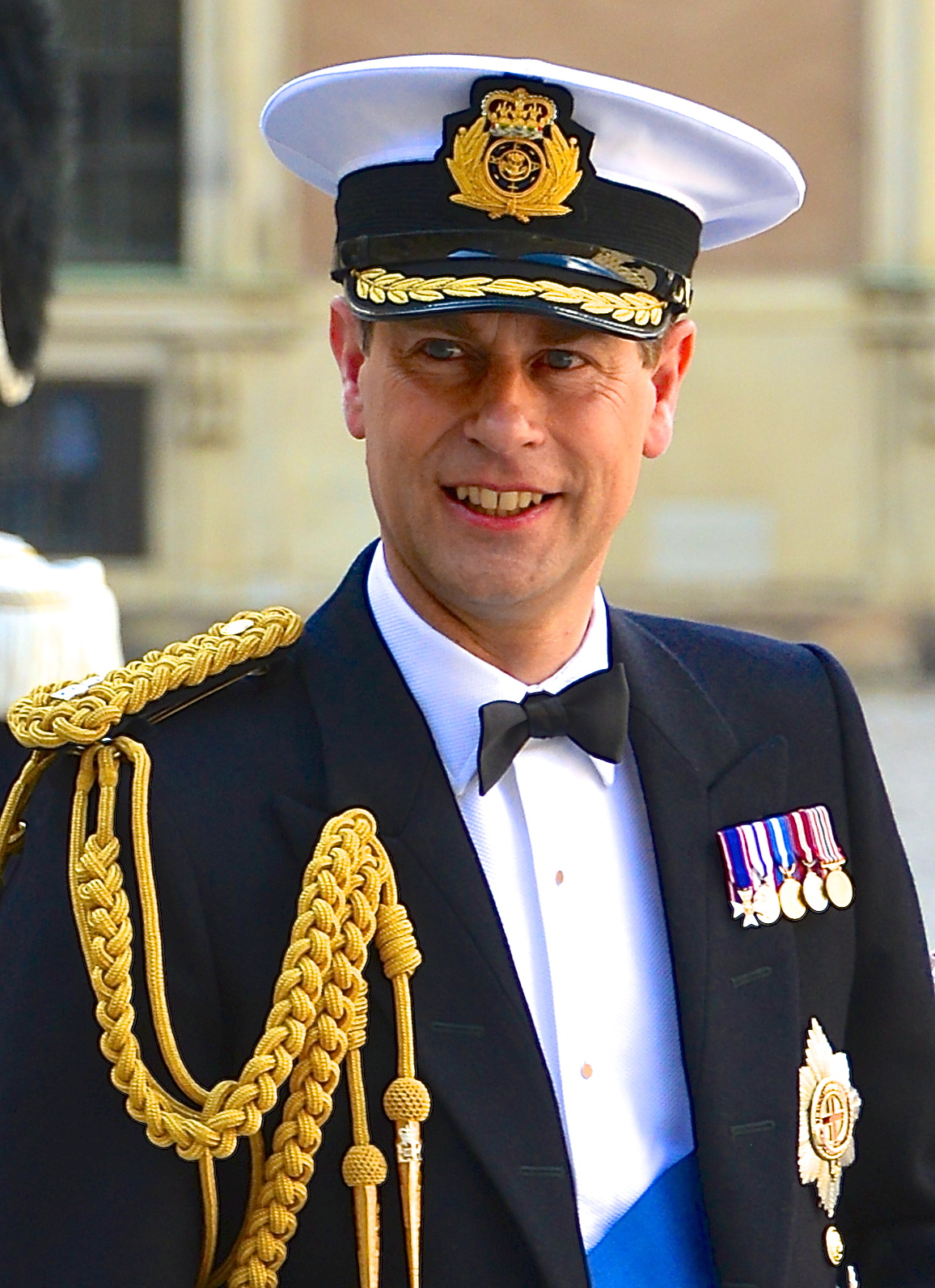
(15) Edward, duc d'Édimbourg (1964).

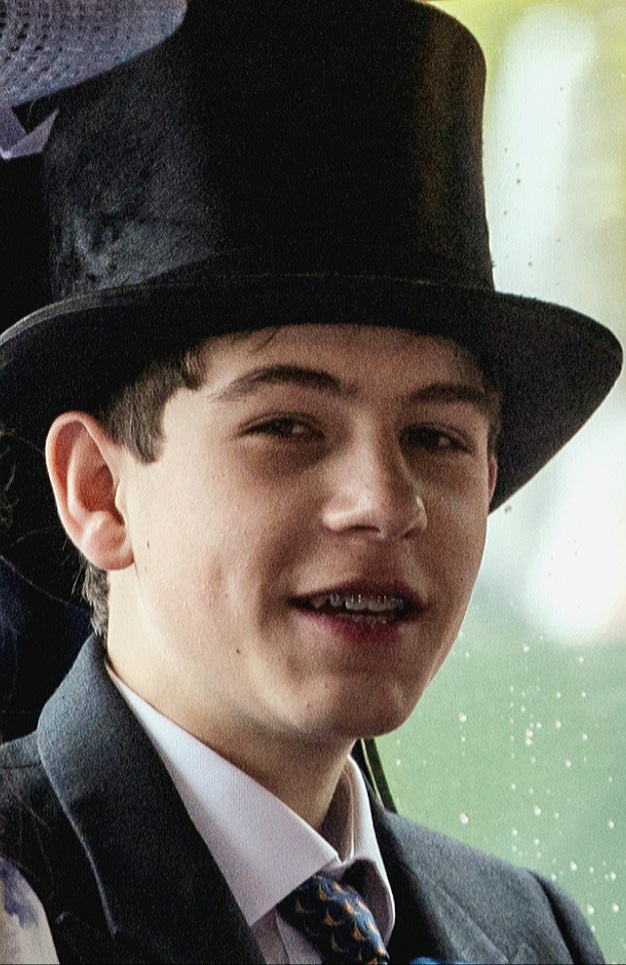
(16) James, comte de Wessex en 2023 (2007).

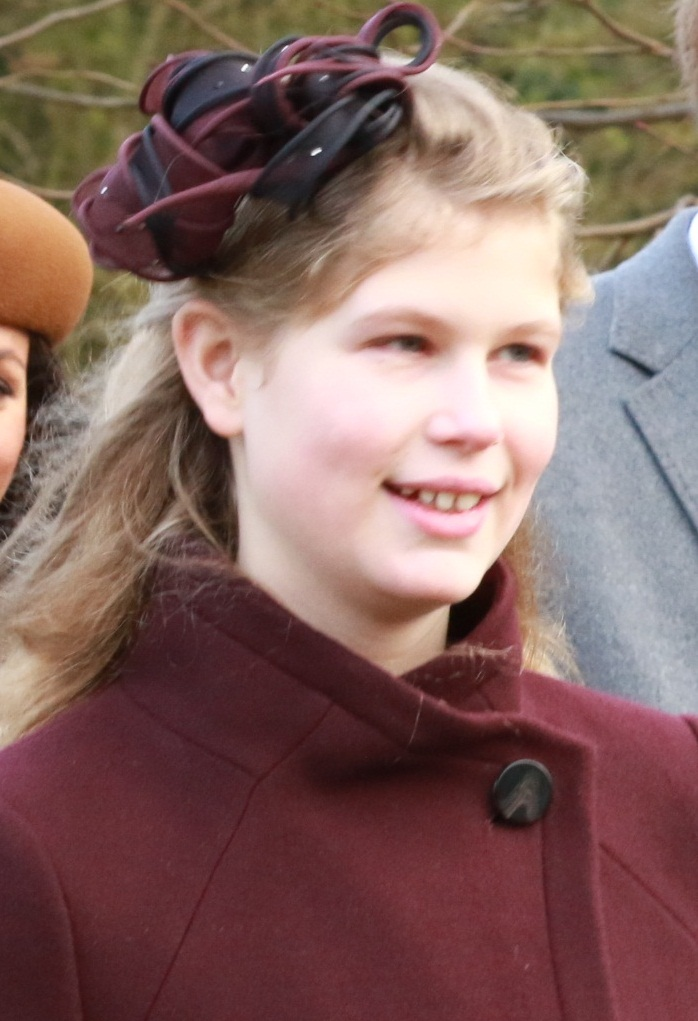
(17) Lady Louise Mountbatten-Windsor en 2017 (2003).

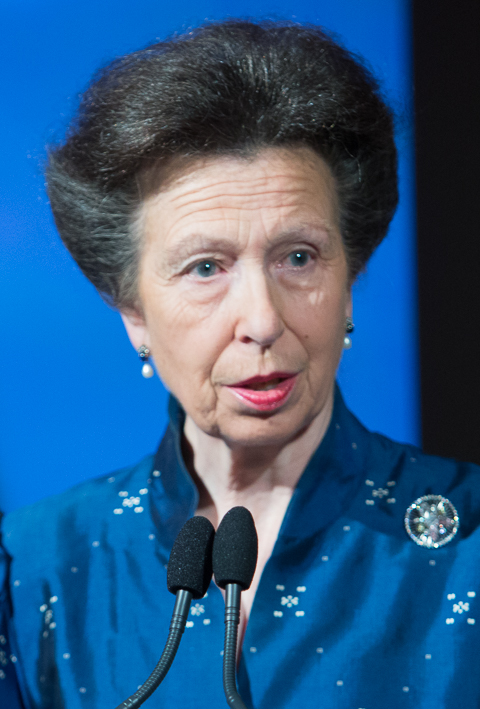
(18) Anne, princesse royale en 2015 (1950).

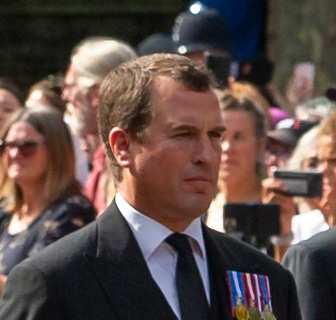
(19) Peter Phillips (1977).

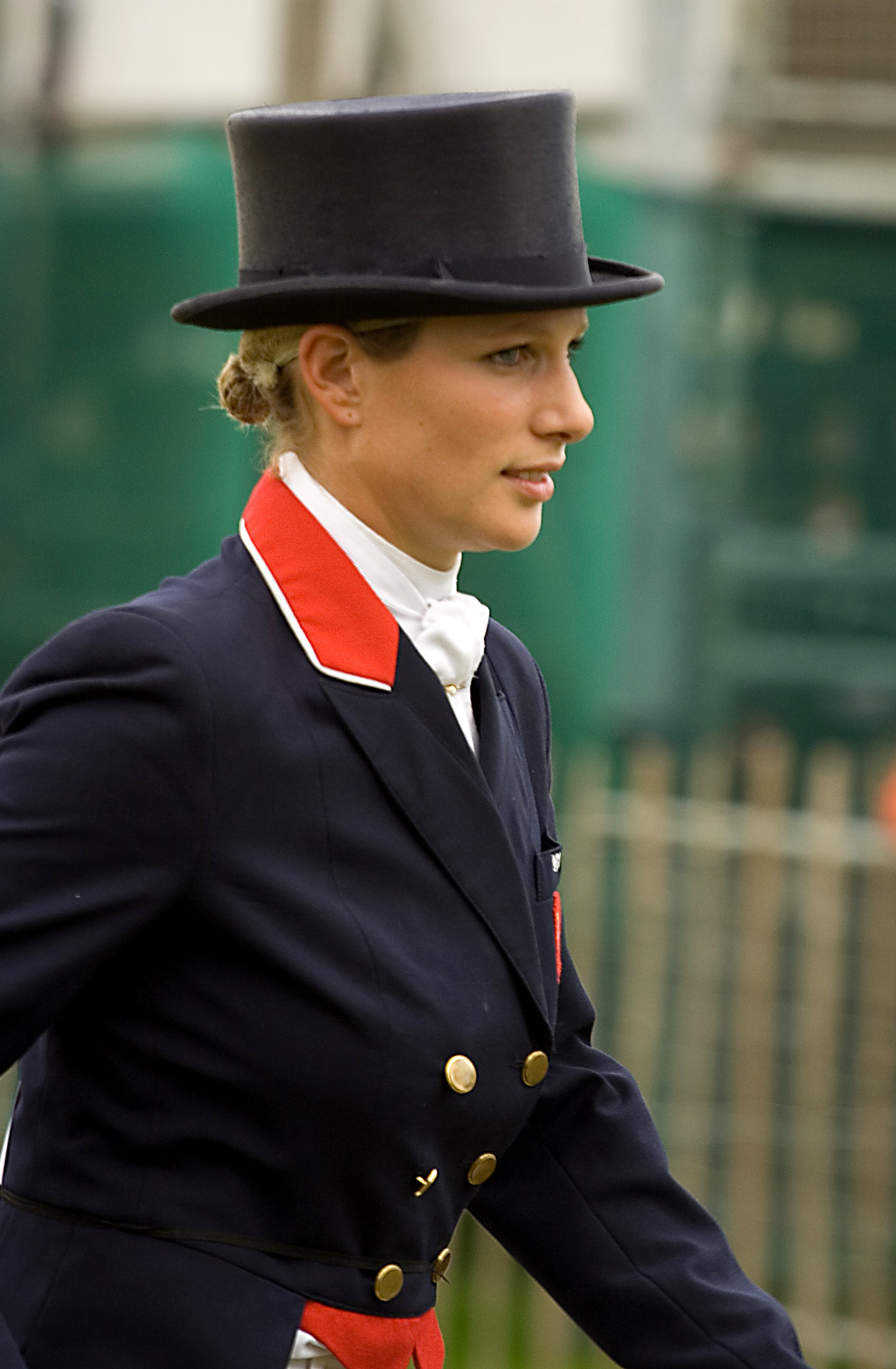
(22) Zara Phillips (1981).

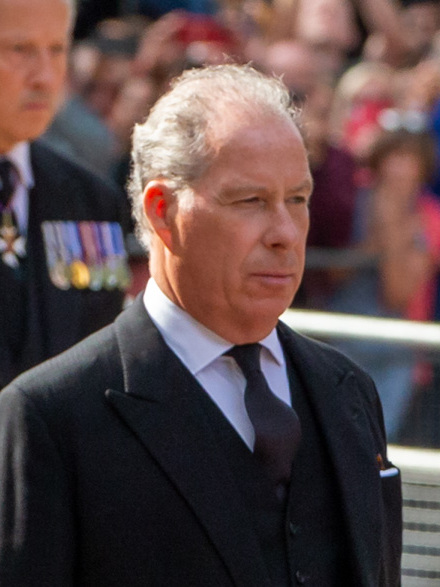
(26) David Armstrong-Jones (1961).

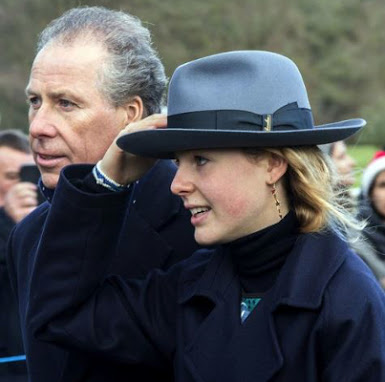
(28) Margarita Armstrong-Jones (2002).

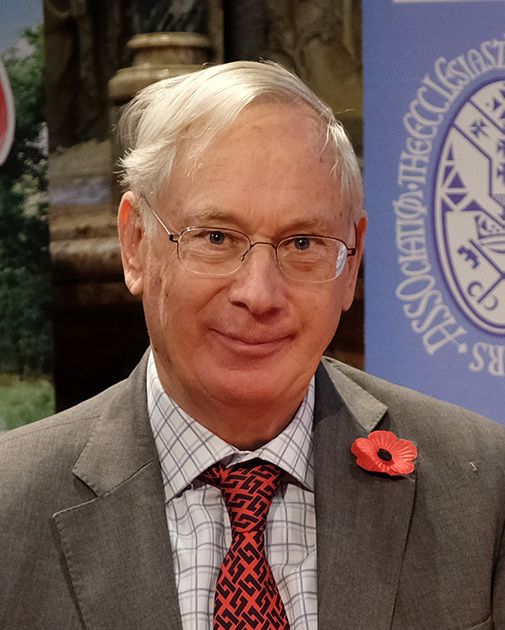
(32) Richard, duc de Gloucester (1944).

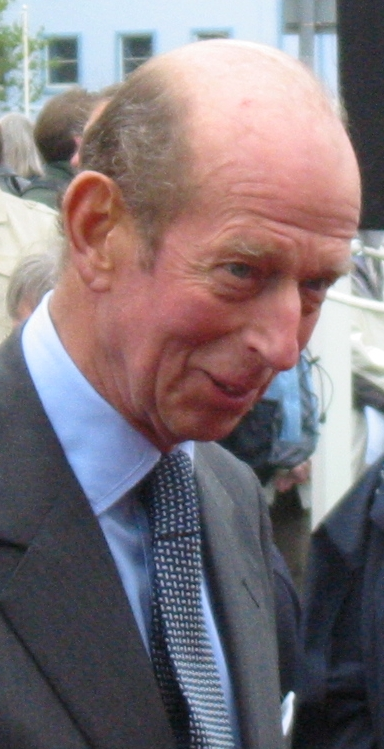
(42) Edward, duc de Kent (1935).

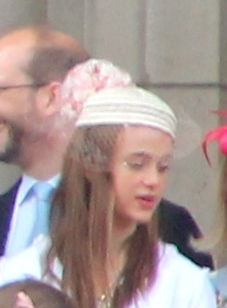
(44) Amelia Windsor (1995).

(48) Helen Taylor (1964).

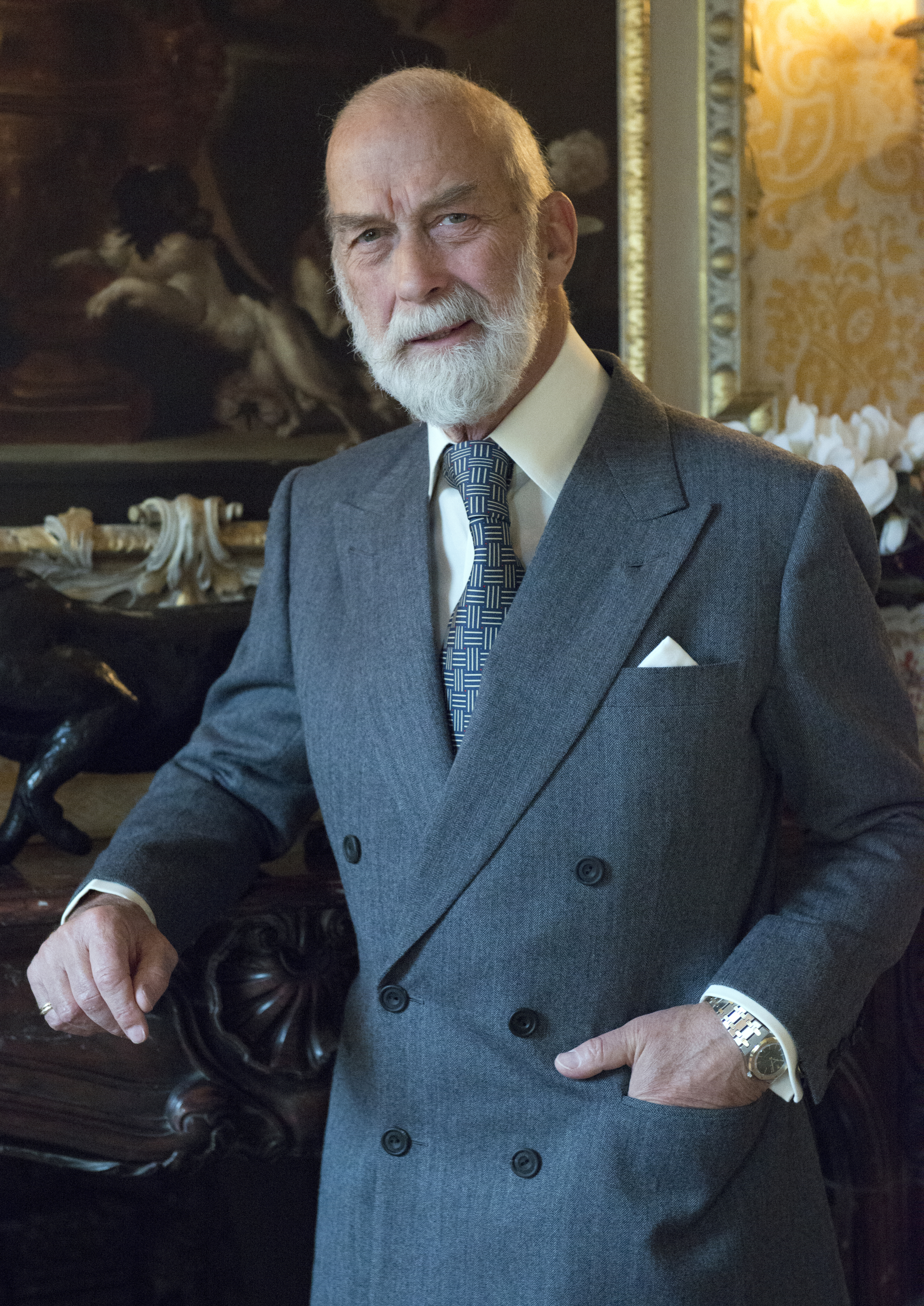
(53) Michael de Kent (1942).

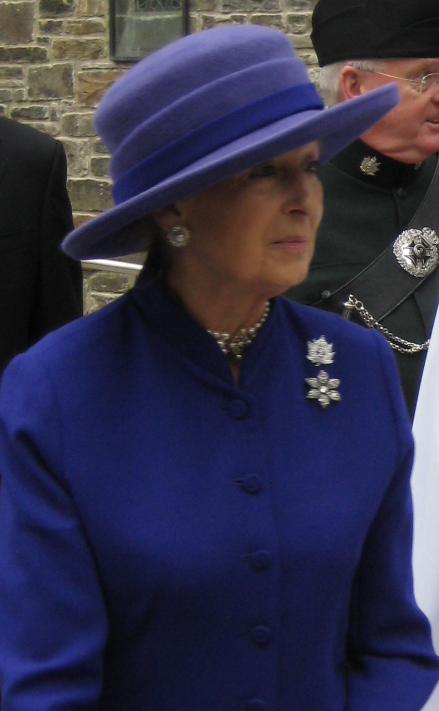
(58) Alexandra de Kent (1936).

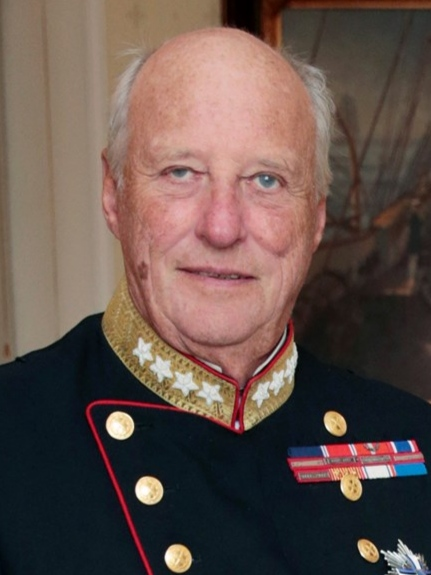
(85) Harald V de Norvège (1937).

(86) Haakon de Norvège (1973).

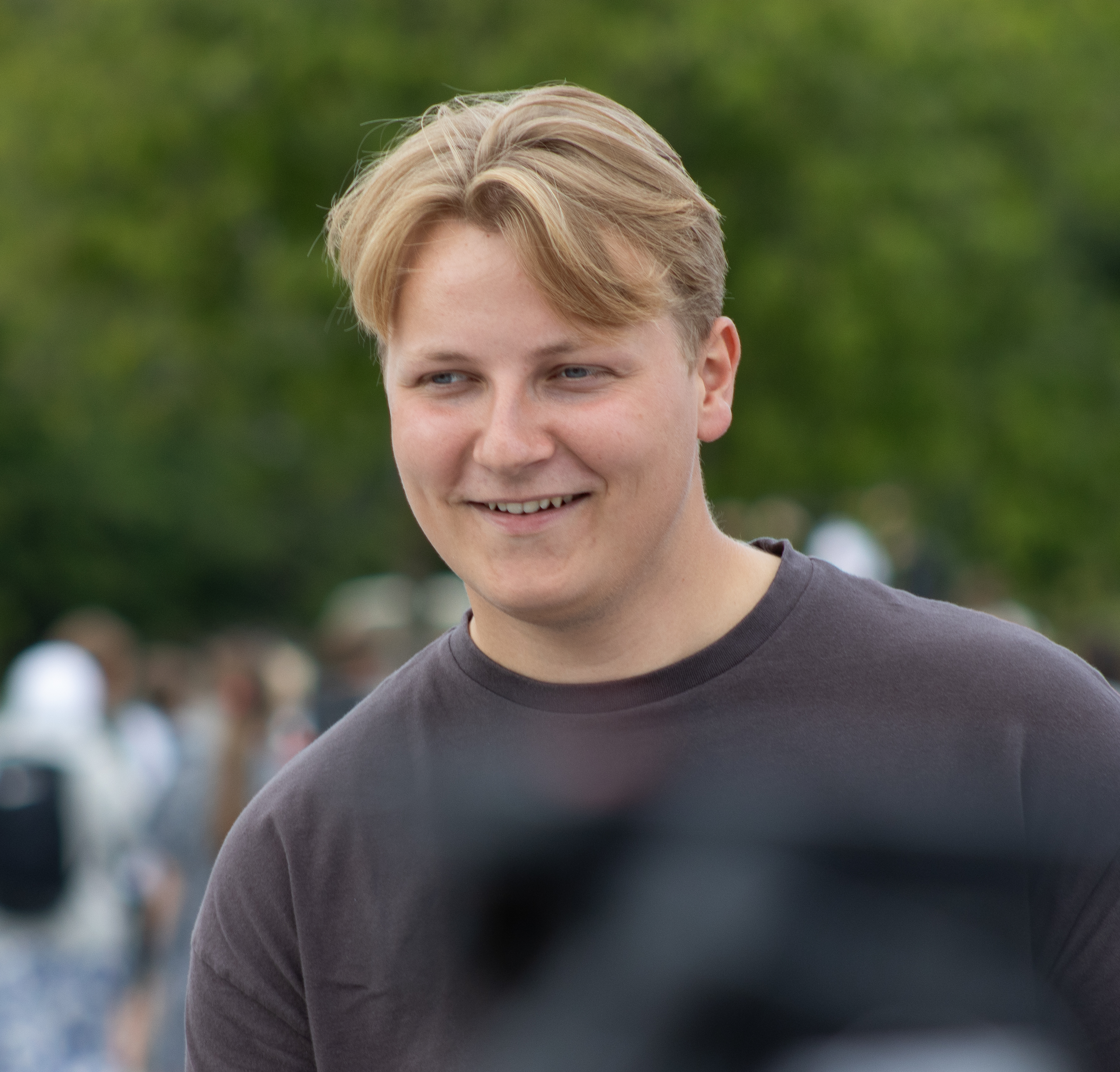
(87) Sverre Magnus de Norvège (2005).

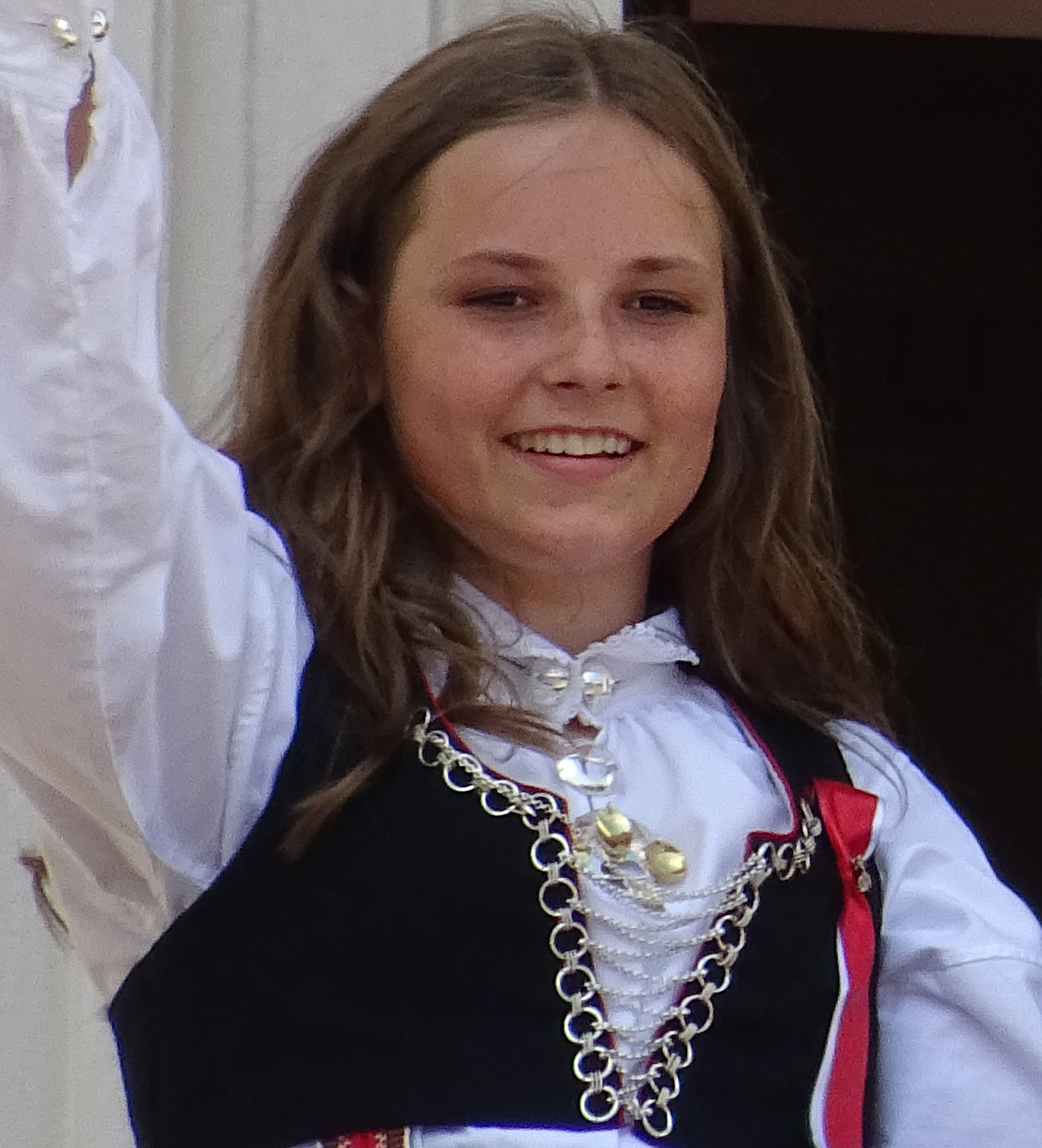
(88) Ingrid Alexandra de Norvège (2004).

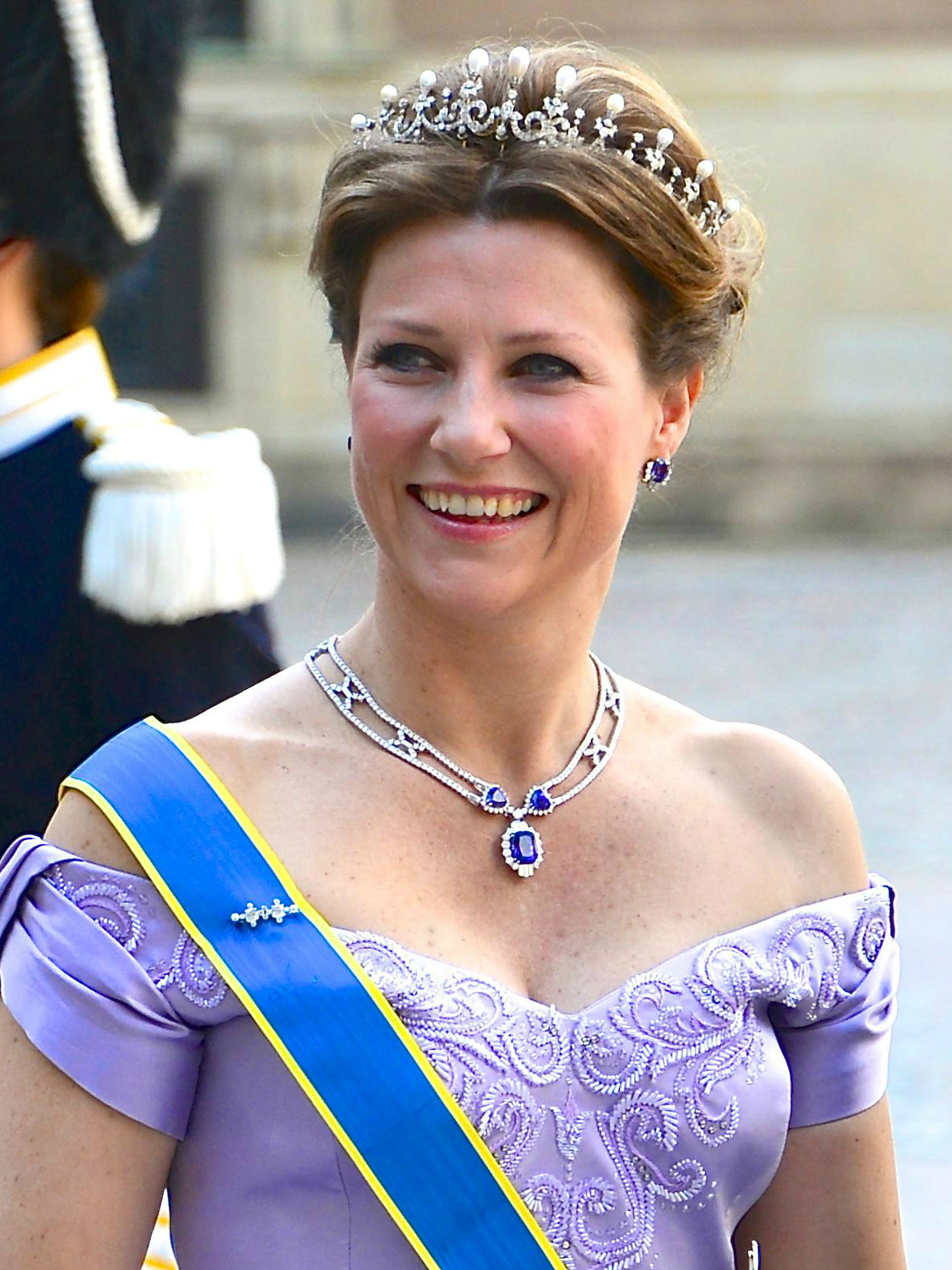
(89) Märtha Louise de Norvège (1971).

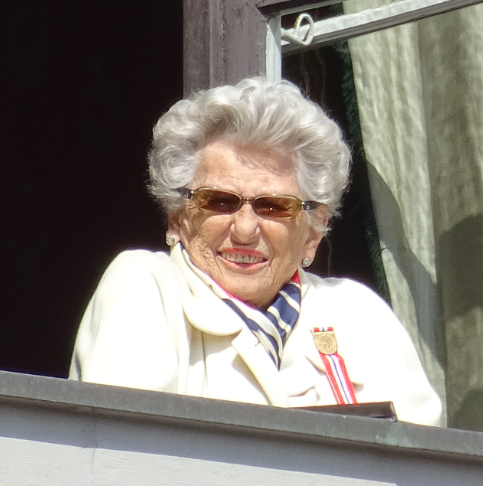
(106) Astrid de Norvège (1932).

Sophie de Hanovre → George Ier → George II → Frédéric, prince de Galles → George III → Édouard Auguste, duc de Kent → Victoria → Édouard VII → George V → George VI →  Élisabeth II (1926-2022)
8. Andrew, duc d'York (1960), fils de la reine Élisabeth II.
9. Beatrice d'York (1988), fille du duc d'York.
10. Sienna Mapelli Mozzi (2021), fille de la princesse Beatrice d'York.
11. Athena Mapelli Mozzi (2025), fille de la princesse Béatrice d'York.
12. Eugenie d'York (1990), fille du duc d'York.
13. August Brooksbank (2021), fils de la princesse Eugenie d'York.
14. Ernest Brooksbank (2023), fils de la princesse Eugenie d'York.
15. Edward, duc d'Édimbourg (1964), fils de la reine Élisabeth II.
16. James Mountbatten-Windsor, comte de Wessex (2007), fils du duc d'Édimbourg.
17. Louise Mountbatten-Windsor (2003), fille du duc d'Édimbourg.
18. Anne, princesse royale (1950), fille de la reine Élisabeth II.
19. Peter Phillips (1977), fils de la princesse royale.
20. Savannah Phillips (2010), fille de Peter Phillips.
21. Isla Phillips (2012), fille de Peter Phillips.
22. Zara Tindall (née Phillips) (1981), fille de la princesse royale.
23. Mia Tindall (2014), fille de Zara Tindall.
24. Lena Tindall (2018), fille de Zara Tindall.
25. Lucas Tindall (2021), fils de Zara Tindall.

| Tous ceux qui précèdent sont des descendants de la reine Élisabeth II |
| --------------------------------------------------------------------- |
Sophie de Hanovre → George Ier → George II → Frédéric, prince de Galles → George III → Édouard Auguste, duc de Kent → Victoria → Édouard VII → George V → George VI → Princesse Margaret (1930-2002)
26. David Armstrong-Jones, comte de Snowdon (1961), fils de la princesse Margaret.
27. Charles Armstrong-Jones, vicomte Linley (1999), fils du comte de Snowdon.
28. Margarita Armstrong-Jones (2002), fille du comte de Snowdon.
29. Sarah Chatto (née Armstrong-Jones) (1964), fille de la princesse Margaret.
30. Samuel Chatto (1996), fils de Lady Sarah Chatto.
31. Arthur Chatto (1999), fils de Lady Sarah Chatto.
| Tous ceux qui précèdent sont des descendants du roi George VI |
| ------------------------------------------------------------- |
Sophie de Hanovre → George Ier → George II → Frédéric, prince de Galles → George III → Édouard Auguste, duc de Kent → Victoria → Édouard VII → George V → Prince Henry, duc de Gloucester (1900-1974)
32. Richard, duc de Gloucester (1944), fils du prince Henry, duc de Gloucester.
33. Alexander Windsor, comte d'Ulster (1974), fils du duc de Gloucester.
34. Xan Windsor, baron Culloden (2007), fils du comte d'Ulster.
35. Cosima Windsor (2010), fille du comte d'Ulster.
36. Davina Windsor (1977), fille du duc de Gloucester.
37. Senna Lewis (2010), fille de Lady Davina Windsor.
38. Tāne Lewis (2012), fils de Lady Davina Windsor.
39. Rose Gilman (née Windsor) (1980), fille du duc de Gloucester.
40. Lyla Gilman (2010), fille de Lady Rose Gilman.
41. Rufus Gilman (2012), fils de Lady Rose Gilman.

Sophie de Hanovre → George Ier → George II → Frédéric, prince de Galles → George III → Édouard Auguste, duc de Kent → Victoria → Édouard VII → George V → George, duc de Kent (1902-1942)
42. Edward, duc de Kent (1935), fils du prince George, duc de Kent.
43. George Windsor, comte de St Andrews (1962), fils du duc de Kent.

  Edward Windsor, baron Downpatrick (1988) (non dynaste), fils du comte de St. Andrews.

  Marina-Charlotte Windsor (1992) (non dynaste), fille du comte de St. Andrews.
44. Amelia Windsor (1995), fille du comte de St. Andrews.
  Nicholas Windsor (1970) (non-dynaste[9]), fils du duc de Kent.
45. Albert Windsor (2007), fils de Nicholas Windsor.
46. Leopold Windsor (2009), fils de Nicholas Windsor.
47. Louis Windsor (2014), fils de Nicholas Windsor.
48. Helen Taylor (née Windsor) (1964), fille du duc de Kent.
49. Columbus Taylor (en) (1994), fils de Helen Taylor.
50. Cassius Taylor (en) (1996), fils de Helen Taylor.
51. Eloise Taylor (en) (2003), fille de Helen Taylor.
52. Estella Taylor (en) (2004), fille de Helen Taylor.
53. Michael de Kent (1942), fils du prince George, duc de Kent.
54. Frederick Windsor (1979), fils du prince Michael de Kent.
55. Maud Windsor (2013), fille de Frederick Windsor.
56. Isabella Windsor (2016), fille de Frederick Windsor.
57. Gabriella Kingston (née Windsor) (1981), fille de Michael de Kent.
58. Alexandra de Kent (1936), fille du prince George, duc de Kent.
59. James Ogilvy (1964), fils de la princesse Alexandra de Kent.
60. Alexander Ogilvy (1996), fils de James Ogilvy.
61. Flora Vesterberg (née Ogilvy) (1994), fille de James Ogilvy.
62. Marina Ogilvy (1966), fille de la princesse Alexandra de Kent.
63. Christian Mowatt (en) (1993), fils de Marina Ogilvy.
64. Zenouska Mowatt (en) (1990), fille de Marina Ogilvy.

Sophie de Hanovre → George Ier → George II → Frédéric, prince de Galles → George III → Édouard Auguste, duc de Kent → Victoria → Édouard VII → George V → Mary, princesse royale, comtesse de Harewood → George Lascelles, comte de Harewood (1923-2011)
65. David Lascelles (8e comte de Harewood) (1950), fils de George Lascelles, comte de Harewood.
 Benjamin Lascelles, vicomte Lascelles (1978) (non dynaste[réf. souhaitée]), fils de David Lascelles.
 Mateo Lascelles (2013) (non dynaste), fils de Benjamin Lascelles.
66. Alexander Lascelles (en), vicomte Lascelles (1980), fils de David Lascelles.
 Leo Lascelles (en) (2008) (non dynaste), fils d'Alexander Lascelles (en).
 Ivy Lascelles (en) (2018) (non dynaste), fille d'Alexander Lascelles (en).
67. Edward Lascelles (1982), fils de David Lascelles.
 Sebastian Lascelles (2020) (non dynaste), fils d'Edward Lascelles.
 Emily Shard (née Lascelles) (es) (1975) (non dynaste), fille de David Lascelles.
 Isaac Shard (en) (2009) (non dynaste), fils d'Emily Shard (es).
 Otis Shard (es) (2011) (non dynaste), fils d'Emily Shard (es).
 Ida Shard (es) (2009) (non dynaste), fille d'Emily Shard (es).
68. James Lascelles (en) (1953), fils de George Lascelles, comte de Harewood.
69. Rowan Lascelles (en) (1977), fils de James Lascelles (en).

 Tewa Lascelles (en) (1985) (non dynaste), fils de James Lascelles (en).
 Fran Lascelles (en) (2014) (non dynaste), fils de Tewa Lascelles (en).
70. Sophie Lascelles (en) (1973), fille de James Lascelles (en).
 Lilianda Pearce (en) (2010) (non dynaste), fille de Sophie Lascelles (en).
 Tanit Lascelles (en) (1981) (non dynaste), fille de James Lascelles (en).
71. Jeremy Lascelles (en) (1955), fils de George Lascelles, comte de Harewood.
72. Thomas Lascelles (en) (1982), fils de Jeremy Lascelles (en).

 Cleo Lascelles (en) (2017) (non dynaste), fille de Thomas Lascelles (en).

 Celeste Lascelles (en) (2020) (non dynaste), fille de Thomas Lascelles (en).
73. Ellen Lascelles (en) (1984), fille de Jeremy Lascelles (en).

 Jack Hermans (en) (2016) (non dynaste), fils de Ellen Lascelles (en).

 Penny Hermans (en) (2018) (non dynaste), fille de Ellen Lascelles (en).
74. Amy Lascelles (en) (1986), fille de Jeremy Lascelles (en).

 Marlow Bolton (en) (2020) (non dynaste), fils de Amy Lascelles (en).
75. Tallulah Lascelles (en) (2005), fille de Jeremy Lascelles (en).
 Mark Lascelles (1964) (non dynaste), fils de George Lascelles, comte de Harewood.
 Charlotte Lascelles (1996) (non dynaste), fille de Mark Lascelles.
 Imogen Lascelles (1998) (non dynaste), fille de Mark Lascelles.
 Miranda Lascelles (2000) (non dynaste), fille de Mark Lascelles.

Sophie de Hanovre → George Ier → George II → Frédéric, prince de Galles → George III → Édouard Auguste, duc de Kent → Victoria → Édouard VII → George V → Mary, princesse royale, comtesse de Harewood → Gerald Lascelles (1924-1998)
76. Henry Lascelles (1953), fils de Gerald Lascelles.
77. Maximilian Lascelles (1991), fils de Henry Lascelles.

 Martin Lascelles (1962) (non dynaste), fils de Gerald Lascelles.

 Alexander Lascelles (2002) (non dynaste), fils de Martin Lascelles.

 Georgina Douet (1988) (non dynaste), fille de Martin Lascelles.
| Tous ceux qui précèdent sont des descendants du roi George V |
| ------------------------------------------------------------ |
Sophie de Hanovre → George Ier → George II → Frédéric, prince de Galles → George III → Édouard Auguste, duc de Kent → Victoria → Édouard VII → Louise du Royaume-Uni → Maud Duff → James Carnegie (3e duc de Fife) (1929-2015)
78. David Carnegie (4e duc de Fife) (1961), fils du duc de Fife.
79. Charles Carnegie (en) (1989), fils du comte de Southesk (en).
80. Chloe Françoise Carnegie (en) (2022), fille de Charles Carnegie (en).
81. George Carnegie (en) (1991), fils du comte de Southesk (en).
82. Hugh Carnegie (en) (1993), fils du comte de Southesk (en).
83. Alexandra Etherington (née Carnegie) (es) (1959), fille du duc de Fife.
84. Amelia Etherington (es) (2001), fille de Alexandra Etherington (es).

Sophie de Hanovre → George Ier → George II → Frédéric, prince de Galles → George III → Édouard Auguste, duc de Kent → Victoria → Édouard VII → Maud de Galles → Olav V, roi de Norvège (1903-1991)
85. Harald V de Norvège (1937), fils d'Olav V de Norvège.
86. Haakon de Norvège (1973), fils du roi Harald V de Norvège.
87. Sverre Magnus de Norvège (2005), fils du prince héritier de Norvège.
88. Ingrid Alexandra de Norvège (2004), fille du prince héritier de Norvège.
89. Märtha Louise de Norvège (épouse Behn) (1971), fille du roi Harald V de Norvège.
90. Maud Angelica Behn (2003), fille de Märtha Louise de Norvège.
91. Leah Isadora Behn (2005), fille de Märtha Louise de Norvège.
92. Emma Tallulah Behn (2008), fille de Märtha Louise de Norvège.

Sophie de Hanovre → George Ier → George II → Frédéric, prince de Galles → George III → Édouard Auguste, duc de Kent → Victoria → Édouard VII → Maud de Galles → Olav V, roi de Norvège → Ragnhild de Norvège (1930-2012)
 Haakon Lorentzen (1954) (non dynaste), fils de la princesse Ragnhild de Norvège.
93. Olav Lorentzen (1985), fils de Haakon Lorentzen.
94. Christian Lorentzen (1988), fils de Haakon Lorentzen.
95. Sophia Lorentzen (1994), fille de Haakon Lorentzen.
 Ingeborg Ribeiro (née Lorentzen) (1957) (non dynaste), fille de Ragnhild de Norvège.
96. Victoria Ribeiro (1988), fille d'Ingeborg Ribeiro.
97. Frederik Falcão (2016), fils de Victoria Ribeiro.

 Ragnhild Long (née Lorentzen) (1968) (non dynaste), fille de Ragnhild de Norvège.
 Alexandra Long (2007) (non dynaste), fille de Ragnhild Long.
 Elizabeth Long (2011) (non dynaste), fille de Ragnhild Long.

Sophie de Hanovre → George Ier → George II → Prince Frédéric de Galles → George III → Prince Édouard Auguste de Kent → Victoria → Édouard VII → Maud de Galles → Olav V, roi de Norvège (1903-1991)
98. Astrid de Norvège (1932), fille d'Olav V.
99. Alexander Ferner (no) (1965), fils d'Astrid de Norvège.

 Edward Ferner (1996) (non dynaste), fils d'Alexander Ferner (no).
100. Stella Ferner (1998), fille Alexander Ferner (no).
101. Carl-Christian Ferner (no) (1972), fils d'Astrid de Norvège.
102. Fay Ferner (2018), fils de Carl-Christian Ferner
103. Fam Ferner (2021), fils de Carl-Christian Ferner
104. Cathrine Johansen (née Ferner) (no) (1962), fille d'Astrid de Norvège.
105. Sebastian Johansen (1990), fils de Cathrine Johansen (no).
106. Madeleine Johansen (1993), fille de Cathrine Johansen (no).
107. Hermine Aleksander (2023), fille de Madeleine Johansen
108. Benedikte Ferner (no) (1963), fille d'Astrid de Norvège.
109. Elisabeth Beckmann (née Ferner) (no) (1969), fille d'Astrid de Norvège.
110. Benjamin Beckmann (1999), fils d'Elisabeth Beckmann (no).
| Tous ceux qui précèdent sont des descendants du roi Édouard VII |
| --------------------------------------------------------------- |

## Arbre récapitulatif
La liste ci-dessous est limitée aux descendants directs du roi Édouard VII.
Aucune liste complète n'est tenue officiellement à jour.
- Édouard VII du Royaume-Uni (1841-1910)
  -  George V du Royaume-Uni (1865-1936)
    -  Édouard VIII du Royaume-Uni (1894-1972)
    -  George VI du Royaume-Uni (1895-1952)
      -  Élisabeth II du Royaume-Uni (1926-2022)
        -  Charles III du Royaume-Uni (1948)
          - (1) William de Galles (1982)
            - (2) George de Galles (2013)
            - (3) Charlotte de Galles (2015)
            - (4) Louis de Galles (2018)

          - (5) Henry de Sussex (dit Harry) (1984)
            - (6) Archie de Sussex (2019)
            - (7) Lilibet de Sussex (2021)

        - (8) Andrew d'York (1960)
          - (9) Beatrice d'York (1988)
            - (10) Sienna Mapelli Mozzi (2021)
            - (11) Athena Mapelli Mozzi (2025)

          - (12) Eugenie d'York (1990)
            - (13) August Brooksbank (2021)
            - (14) Ernest Brooksbank (2023)

        - (15) Edward d'Édimbourg (1964)
          - (16) James Mountbatten-Windsor (2007)
          - (17) Louise Mountbatten-Windsor (2003)

        - (18) Anne du Royaume-Uni (1950)
          - (19) Peter Phillips (1977)
            - (20) Savannah Phillips (2010)
            - (21) Isla Phillips (2012)

          - (22) Zara Phillips (1981)
            - (23) Mia Tindall (2014)
            - (24) Lena Tindall (2018)
            - (25) Lucas Tindall (2021)

      - Margaret du Royaume-Uni (1930-2002)
        - (26) David Armstrong-Jones (1961)
          - (27) Charles Armstrong-Jones (1999)
          - (28) Margarita Armstrong-Jones (2002)

        - (29) Sarah Armstrong-Jones (1964)
          - (30) Samuel Chatto (1996)
          - (31) Arthur Chatto (1999)

    - Henry de Gloucester (1900-1974)
      - (32) Richard de Gloucester (1944)
        - (33) Alexander Windsor (1974)
          - (34) Xan Windsor (2007)
          - (35) Cosima Windsor (2010)

        - (36) Davina Windsor (1977)
          - (37) Senna Lewis (2010)
          - (38) Tāne Lewis (2012)

        - (39) Rose Windsor (1980)
          - (40) Lyla Gilman (2010)
          - (41) Rufus Gilman (2012)

    - George de Kent (1902-1942)
      - (42) Edward de Kent (1935)
        -  (43) George Windsor (1962)
          - Edward Windsor (1988) (non dynaste)
          - Marina-Charlotte Windsor (1992) (non dynaste)
          - (44) Amelia Windsor (1995)

        - Nicholas Windsor (1970) (non dynaste)
          - (45) Albert Windsor (2007)
          - (46) Leopold Windsor (2009)
          - (47) Louis Windsor (2014)

        - (48) Helen Windsor (1964)
          - (49) Columbus Taylor (1994)
          - (50) Cassius Taylor (1996)
          - (51) Eloise Taylor (2003)
          - (52) Estella Taylor (2004)

      - (53) Michael de Kent (1942)
        - (54) Frederick Windsor (1979)
          - (55) Maud Windsor (2013)
          - (56) Isabella Windsor (2016)

        - (57) Gabriella Windsor (1981)

      - (58) Alexandra de Kent (1936)
        - (59) James Ogilvy (1964)
          - (60) Alexander Ogilvy (1996)
          - (61) Flora Ogilvy (1994)

        - (62) Marina Ogilvy (1966)
          - (63) Christian Mowatt (1993)
          - (64) Zenouska Mowatt (1990)

    - Mary du Royaume-Uni (1897-1965)
      - George Lascelles (1923-2011)
        - (65) David Lascelles (1950)
          - Benjamin Lascelles (1978) (non dynaste)
            - Mateo Lascelles (2013) (non dynaste)

          - (66) Alexander Lascelles (1980)
            - Leo Lascelles (2008) (non dynaste)
            - Ivy Lascelles (2018) (non dynaste)

          - (67) Edward Lascelles (1982)
            - Sebastian Lascelles (2020) (non dynaste)

          - Emily Lascelles (1976) (non dynaste)
            - Isaac Shard (2009) (non dynaste)
            - Otis Shard (2011) (non dynaste)
            - Ida Shard (2009) (non dynaste)

        - (68) James Lascelles (1953)
          - (69) Rowan Lascelles (1977)
          - Tewa Lascelles (1985) (non dynaste)
            - Fran Lascelles (2014) (non dynaste)

          - (70) Sophie Lascelles (1973)
            - Lilianda Pearce (2010) (non dynaste)

          - Tanit Lascelles (1981) (non dynaste)

        - (71) Jeremy Lascelles (1955)
          - (72) Thomas Lascelles (1982)
            - Cleo Lascelles (2017) (non dynaste)
            - Celeste Lascelles (2020) (non dynaste)

          - (73) Ellen Lascelles (1984)
            - Jack Hermans (2016) (non dynaste)
            - Penny Hermans (2018) (non dynaste)

          - (74) Amy Lascelles (1986)
            - Marlow Bolton (2020) (non dynaste)

          - (75) Tallulah Lascelles (2005)

        - Mark Lascelles (1964) (non dynaste)
          - Charlotte Lascelles (1996) (non dynaste)
          - Imogen Lascelles (1998) (non dynaste)
          - Miranda Lascelles (2000) (non dynaste)

      - Gerald Lascelles (1924-1998)
        - (76) Henry Lascelles (1953)
          - (77) Maximilian Lascelles (1991)

        - Martin Lascelles (1962) (non dynaste)
          - Alexander Lascelles (2002) (non dynaste)
          - Georgina Douet (1988) (non dynaste)

  - Louise du Royaume-Uni (1867-1931)
    - Maud Duff (1893-1945)
      - James Carnegie (1929-2015)
        - (78) David Carnegie (1961)
          - (79) Charles Carnegie (1989)
            - (80) Chloe Carnegie (2022)

          - (81) George Carnegie (1991)
          - (82) Hugh Carnegie (1993)

        - (83) Alexandra Carnegie (1959)
          - (84) Amelia Etherington (2001)

  - Maud de Galles (1869-1938)
    - Olav V de Norvège (1903-1991)
      - (85) Harald V de Norvège (1937)
        - (86) Haakon de Norvège (1973)
          - (87) Sverre Magnus de Norvège (2005)
          - (88) Ingrid Alexandra de Norvège (2004)

        - (89) Märtha Louise de Norvège  (1971)
          - (90) Maud Behn (2003)
          - (91) Leah Behn (2005)
          - (92) Emma Behn (2008)

      - Ragnhild de Norvège (1930-2012)
        - (93) Haakon Lorentzen (1954)
          - (94) Olav Lorentzen (1985)
            - (95) Salvador Lorentzen (2023)

          - (96) Christian Lorentzen (1988)
            - (97) Thomas Lorentzen (2022)

          - (98) Sophia Lorentzen (1994)

        - (99) Ingeborg Lorentzen (1957)
          - (100) Victoria Ribeiro (1988)
            - (101) Frederik Falcão (2016)
            - (102) Alice Falcão (2016)

        - (103) Ragnhild Lorentzen (1968)
          - (104) Alexandra Long (2007)
          - (105) Elizabeth Long (2011)

      - (106) Astrid de Norvège (1932)
        - (107) Alexander Ferner (1965)
          - Edward Ferner (1996) (non dynaste)
          - (108) Stella Ferner (1998)

        - (109) Carl-Christian Ferner (1972)
          - (110) Fay Ferner (2018)
          - (111) Fam Ferner (2021)

        - (112) Cathrine Ferner (1962)
          - (113) Sebastian Johansen (1990)
          - (114) Madeleine Johansen (1993)
            - (115) Hermine Aleksander (2023)

        - (116) Benedikte Ferner (1963)
        - (117) Elisabeth Ferner (1969)
          - (118) Benjamin Beckmann (1999)

### Sources
- (en) Site officiel de la Monarchie britannique : La Famille Royale - Titre et succession